# جیمز گراهام
جیمز گراهام (انگلیسی: James Graham؛ زادهٔ ۸ ژوئیهٔ ۱۹۸۲) نمایشنامه‌نویس و فیلم‌نامه‌نویس اهل بریتانیا است.
از فیلم‌ها یا مجموعه‌های تلویزیونی که وی در آن‌ها نقش داشته‌است، می‌توان به شروود، تاج و برگزیت اشاره نمود.